# Campeonato Europeo de Vóley Playa de 2025
El XXXIII Campeonato Europeo de Vóley Playa se celebró en Düsseldorf (Alemania) entre el 30 de julio y el 3 de agosto de 2025 bajo la organización de la Confederación Europea de Voleibol (CEV) y la Federación Alemana de Voleibol.
Las competiciones se realizaron en las instalaciones del Rochusclub Düsseldorfer Tennisclub.

## Calendario
| FP | Fase preliminar | 1/16 | Dieciseisavos de final | 1/8 | Octavos de final | 1/4 | Cuartos de final | 1/2 | Semifinales | F | Finales |

| Julio/agosto 2025 | 30 Mié | 31 Jue    | 01 Vie    | 02 Sáb | 03 Dom  |
| ----------------- | ------ | --------- | --------- | ------ | ------- |
| Torneo masculino  | FP     | FP y 1/16 | 1/8       | 1/4    | 1/2 y F |
| Torneo femenino   | FP     | FP y 1/16 | 1/8 y 1/4 | 1/2    | F       |

## Medallistas
| Evento            | Oro                                         | Plata                                   | Bronce                                                 |
| ----------------- | ------------------------------------------- | --------------------------------------- | ------------------------------------------------------ |
| Masculino (03.08) | Anders Mol · Christian Sørum · Noruega      | David Åhman · Jonatan Hellvig · Suecia  | Alexander Brouwer · Steven van de Velde · Países Bajos |
| Femenino (03.08)  | Tetiana Lazarenko · Maryna Hladun · Ucrania | Clémence Vieira Aline Chamereau Francia | Svenja Müller · Cinja Tillmann · Alemania              |

## Medallero
| Núm. | País         | Oro | Plata | Bronce | Total |
| ---- | ------------ | --- | ----- | ------ | ----- |
| 1    | Noruega      | 1   | 0     | 0      | 1     |
| 1    | Ucrania      | 1   | 0     | 0      | 1     |
| 3    | Francia      | 0   | 1     | 0      | 1     |
| 3    | Suecia       | 0   | 1     | 0      | 1     |
| 5    | Alemania     | 0   | 0     | 1      | 1     |
| 5    | Países Bajos | 0   | 0     | 1      | 1     |
|      | TOTAL        | 2   | 2     | 2      | 6     |